# Дейности по охрана и разследване
Дейности по охрана и разследване е един от 6-те подотрасъла на административните и спомагателни дейности в Статистическата класификация на икономическите дейности за Европейската общност.
Секторът обхваща частните услуги по разследване и охрана - лична, на стационарни обекти, на ценни пратки и други, - включително с използването на електронни охранителни системи.